# 三宝尊

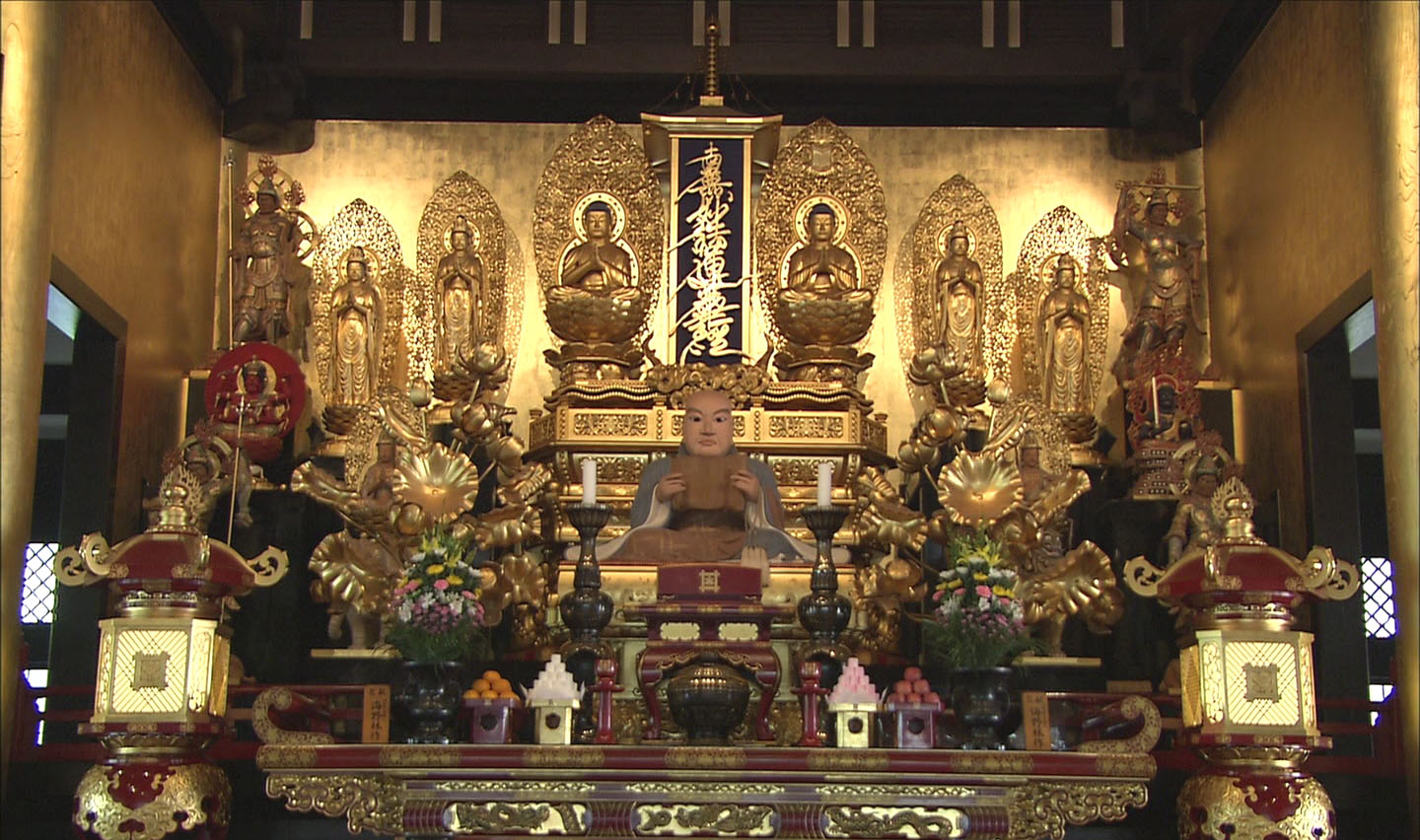
久遠寺の三宝尊

三宝尊（さんぼうそん、さんぽうそん）とは、法華宗・日蓮宗の本尊。仏・法・僧の三宝を祀るための仏像を三宝尊と言う。尚、十界曼荼羅は仏像を表すものではない。

## 三宝尊の意味
仏教は元来、三宝を尊ぶ宗教である。この三宝の象徴的存在が三宝尊である。三宝尊への礼拝が、即、三宝を尊ぶ意となる。日蓮宗・法華宗では宗派内で本仏について、教義論争が有り、三宝尊への捉え方はまちまちである。ここで、宗門の釈尊本仏論派のひとつの解釈を解説する。三宝は仏・法・僧であるが、仏の第一を釈迦如来とし、法の第一を法華経とし、僧の第一を日蓮とし、三宝の各第一をひとつの本尊にまとめたものが三宝尊であると言う解釈である。

## 形式

### 一塔両尊
日蓮が法華経の仏の世界を文字で表した十界曼荼羅（大曼荼羅）を元にして、その主要な部分を仏像として造形化したもので、宝塔に南無妙法蓮華経と書かれた題目宝塔が中央にあり、その左右最上段に釈迦如来・多宝如来の二仏を配置したもの。題目宝塔と二仏は、一基の須弥壇に配置することが一般的である。

#### 一塔両尊四士
一塔両尊の左右に上行菩薩・無辺行菩薩・浄行菩薩・安立行菩薩の四菩薩を配置したもの。

#### 一塔両尊四士四天王
一塔両尊四菩薩の左右に持国天・増長天・広目天・多聞天の四天王を配置したもの。

#### 一塔両尊四士四天王二菩薩
一塔両尊四菩薩四天王の左右に文殊菩薩・普賢菩薩の二菩薩を配置したもの。

#### 一塔両尊四士四天王二菩薩二明王
一塔両尊四菩薩四天王二菩薩の左右に不動明王・愛染明王の二明王を配置したもの。

### 一尊四士
釈迦如来が中央にあり、その左右に上行菩薩・無辺行菩薩・浄行菩薩・安立行菩薩の四菩薩を配置したもの。

### 二尊四士
釈迦如来・多宝如来が中央にあり、その左右に上行菩薩・無辺行菩薩・浄行菩薩・安立行菩薩の四菩薩を配置したもの。

## 一般家庭の仏壇にて
日蓮宗の一般檀信徒が家庭において祀る仏壇においては、大曼荼羅の前に「一塔両尊」型の三宝尊を設置する。